# Rubia discolor
Rubia discolor là một loài thực vật có hoa trong họ Thiến thảo. Loài này được Turcz. miêu tả khoa học đầu tiên năm 1845.